# خمینیسم (کتاب)
خمینیسم (جستارهایی دربارهٔ جمهوری اسلامی) (به انگلیسی: Khomeinism: Essays on the Islamic Republic)، کتابی از یرواند آبراهامیان به سال ۱۹۹۳ و حاوی مقالاتی دربارهٔ سید روح‌الله خمینی و جمهوری اسلامی ایران است که توسط انتشارات دانشگاه کالیفرنیا منتشر شده است.

## ترجمه
فصل پنجم این کتاب تحت عنوان پارانویا در سیاست ایرانیان (به انگلیسی: The Paranoid Style in Iranian Politics) در فصل اول کتاب «جستارهایی دربارهٔ تئوری توطئه در ایران» توسط محمدابراهیم فتاحی ترجمه و قرار داده شده است.
در ترجمه این فصل، گاهی سانسورهایی نیز رخ داده است. برای مثال، جملهٔ «پس از انقلاب لطیفه‌ای بین سلطنت‌طلب‌ها وجود داشت که اگر ریش آیت‌الله خمینی را بتراشی، حکاکی «Made in Britain» را می‌توان یافت.» نسخهٔ ترجمهٔ کامل و بدون سانسور این کتاب در سال ۲۰۲۰ توسط کسری امیرشاهی به فارسی ترجمه و توسط نشر روناک در آمستردام انتشار یافت.